# Mária Lujza Jozefa spanyol infánsnő
Mária Lujza Jozefa Antonietta spanyol infánsnő, spanyolul Maria Luisa Josefa Antonietta Vicentia y Borbón-Parma, olaszul Maria Luisa di Borbone–Parma (La Granja, San Ildefonso, 1782. július 6. – Róma, 1824. március 13.), a Bourbon-házból származó spanyol infánsnő (Infanta de España), házassága révén 1802-től Parma, Piacenza és Guastalla (címzetes) hercegnéje, 1802–1803 között az Etruriai Királyság királynéja, 1803–1807 között Etruria régense (reggente di Etruria), 1814-től haláláig Lucca uralkodó hercegnője. Csillagkeresztes hölgy, a spanyol Mária Lujza királyné-rend és a Szent Erzsébet-rend tagja.

## Élete

### Származása
Édesapja a Bourbon-házból származó IV. Károly spanyol király (1748–1819) volt, III. Károly spanyol király (1716–1788) és Mária Amália Krisztina szász hercegnő, lengyel királyi hercegnő (1724–1760) fia, anyai ágon III. Ágost lengyel király (II. Frigyes Ágost szász király), apai ágon V. Fülöp spanyol király unokája.
Édesanyja IV. Károly unokanővére, a Bourbon-házból származó Mária Lujza Bourbon–parmai hercegnő (María Luisa de Borbón-Parma, 1751–1819), volt, Mária Lujza Erzsébet francia királyi hercegnő (1727–1759) és I. Fülöp parmai herceg (Filippo I di Parma, 1720–1765) leánya, anyai ágon XV. Lajos francia király, apai ágon szintén V. Fülöp spanyol király unokája.
Mária Lujza Jozefa hercegnő két nagyapja egymás fivérei voltak, mindketten V. Fülöp királynak és második feleségének, Farnese Erzsébet parmai hercegnőnek fiai.
A szülők házasságából 14 gyermek született, de csak heten érték meg a felnőttkort:
1. Károly Kelemen (Carlos Clemente, 1771–1774), kisgyermekként meghalt.
2. Sarolta Johanna (Carlota Joaquina, 1775–1830), 1785-től VI. János portugál király felesége.
3. Mária Lujza Sarolta (1777–1782), kisgyermekként meghalt.
4. Mária Amália (1779–1798), aki 1795-ben saját apai nagybátyjához, Antal Paszkál infánshoz (1755–1817), IV. Károly király öccséhez ment feleségül.
5. Károly Dominik (Carlos Domingo, 1780–1783), kisgyermekként meghalt.
6. Mária Lujza Jozefa (María Luisa)  (1782–1824), aki 1795-ben Lajos Bourbon–parmai herceghez (1773–1803), Etruria első királyához ment feleségül.
7. Károly Ferenc (Carlos Francisco, 1783–1784), és ikertestvére:
8. Fülöp Ferenc (Felipe Francisco, 1783–1784), mindketten meghaltak kisgyermekként.
9. Ferdinánd (1784–1833) trónörökös, 1808-tól VII. Ferdinánd néven Spanyolország királya.
10. Károly Mária Izidor (Carlos Maria Isidro), 1788–1855), aki az első karlista háborúban trónkövetelőként lépett fel unokahúgával, VII. Ferdinánd leányával, II. Izabella királynővel szemben, a karlisták V. Károly néven címzetes spanyol királynak ismerték el.
11. Mária Izabella (1789–1848), 1802-től I. Ferenc nápoly–szicíliai király második felesége.
12. Mária Terézia (1791–1794), kisgyermekként meghalt.
13. Fülöp Mária (1792–1794) ), kisgyermekként meghalt.
14. Ferenc Antal (Francisco de Paula Antonio, 1794–1865), aki 1819-ben unokahúgát, Lujza Sarolta nápoly–szicíliai királyi hercegnőt, saját nővérének, Mária Izabella infánsnőnek leányát vette feleségül.

A történészek szerint a 14 gyermek közül a legfiatalabbaknak, Mária Izabella (1789–1848) és Ferenc Antal infánsnak (1794–1865), akik 1789–1808 között fogantak, a valódi apja nem a király, hanem Don Manuel de Godoy herceg, főminiszter (1767–1851) volt, aki ezekben az években Mária Lujza királyné szeretője és bizalmasa volt.
Családjában Luisettának nevezték. Keresztnevét nővére, Mária Lujza Sarolta infánsnő után kapta, aki Mária Lujza Jozefa születése előtt négy nappal, 1782. július 2-án halt meg, ötéves korában.

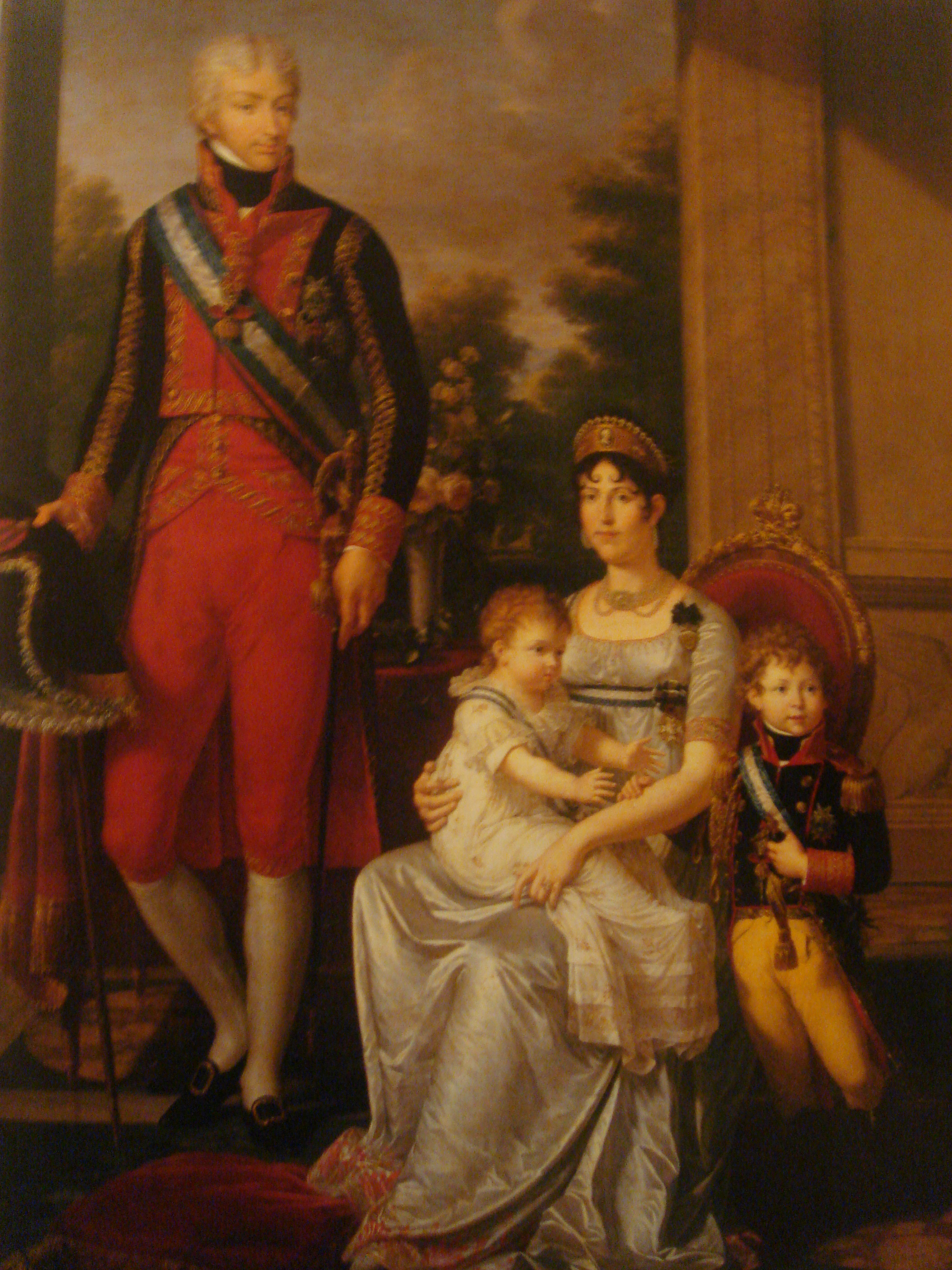
Mária Lujza Jozefa etruriai királyné férjével és gyermekeivel

### Házassága, gyermekei
Mária Lujza Jozefa infánsnő 1795. augusztus 25-én, 13 éves korában La Granja de San Ildefonsóban feleségül ment elsőfokú unokabátyjához, Lajos Ferenc herceghez (1773–1803), Parma trónörököséhez, I. Ferdinánd parmai herceg (1751–1802) és Habsburg–Lotaringiai Mária Amália főhercegnő (1746–1804) egyetlen fiához, aki e házasság révén felvehette a spanyol királyi hercegi (Infante de España) címet.
Két gyermekük született:
- Károly Lajos herceg (1799–1883), a trónörökös, 1803–1807-ig Etruria királya, 1847–49 között Parma uralkodó hercege, aki 1820-ban Mária Terézia szárd királyi hercegnőt (1803–1879), I. Viktor Emánuel szárd–piemonti király leányát vette feleségül.
- Mária Lujza Sarolta (1802–1857), aki 1825-ben saját nagynénjének, Karolina Mária Bourbon–parmai hercegnőnek özvegyéhez, Miksa szász királyi herceghez (1759–1838) ment feleségül. Második férje (1838-ban) Fernando Rossi gróf, harmadik férje (1855-ben) Giovanni Vimercati gróf lett.

A házasság boldognak indult. Első közös éveiket Spanyolországban töltötték, IV. Károly udvarában. Első gyermekük, Károly Lajos herceg Madridban született. Mária Lujza életét azonban egyre inkább megnehezítette férjének romló egészsége, epilepsziára való hajlama. Az évek múlásával Lajos herceg egyre inkább felesége segítségére szorult.
Még Spanyolországban tartózkodtak, amikor 1796-ban Észak-Itáliát elfoglalta a francia forradalmi hadsereg. Parma, Piacenza és Guastalla hercegségeit Bonaparte tábornok az általa a Toszkánai Nagyhercegség területén kreált Etruriai Köztársasághoz csatolta. Mária Lujza Jozefa apósa, I. Ferdinánd parmai herceg a francia megszállók gyámsága alá jutott.

### Etruria királynéja
Bonaparte első konzul meg akarta nyerni Spanyolországot szövetségesül Anglia ellen. 1800 nyarán saját öccsét, Lucient küldte tárgyalni Madridba. 1801. március 21-én Lucien Bonaparte és Manuel de Godoy spanyol főminiszter megkötötte az aranjuezi szerződést, amelynek értelmében a Parmai Hercegség I. Ferdinánd halála után a Francia Köztársaságra száll. Parmáért cserébe a spanyol Bourbon-ház megkapta az Etruriai Köztársaság helyén kreált új Etruriai Királyság trónját. Etruria első uralkodójaként a szerződés Mária Lujza infánsnő 28 éves férjét, Ferdinánd herceg fiát, Lajos Bourbon–parmai herceget jelölte meg. Lajos apját, a lemondatott Ferdinánd herceget a francia megszálló hatóságok szoros őrizet alá helyezték. Mária Lujza Jozefa nem akarta elhagyta hazájának biztonságát, tartott attól, hogy Marie Antoinette sorsára juthat. Tiltakozása ellenére útra kellett kelnie.
Mária Lujza infánsnő férjével és kisfiával együtt 1801. április 21-én elhagyta Madridot. Rangrejtve Párizsba utaztak, hogy Lajos herceg átvehesse új királyi megbízatását Bonaparte első konzul kezéből. Az utazás során a Livorno grófja és grófnéja álnevet használták. Lajos herceget 1801. május 25-én Párizsban beiktatták Etruria királyának méltóságába, Mária Lujza felvette az Etruria királynéja címet. Négy hét múlva elutaztak Toszkánába. Útközben Parmában meglátogatták Lajos herceg húgait. A királyi család 1801 augusztusában érkezett meg új székvárosába, Firenzébe. Murat tábornok, a francia haderők parancsnoka ünnepélyesen fogadta őket. Beköltöztek a Pitti-palotába, a Medieciek ősi lakóhelyére, amit Murat újonnan rendeztetett be számukra, mert az 1799-ben elűzött III. Ferdinánd nagyherceg minden értéket magával vitt. A lakosság a népszerű nagyherceg híve maradt, és ellenségesen fogadta a spanyol Bourbonokat.
1802 őszén Mária Lujza királyné ismét gyermeket  várt, ennek ellenére férjével együtt elhajózott Spanyolországba, hogy részt vehessen testvéreinek esküvőin. Bátyja, Ferdinánd asztúriai hercegnek (a későbbi VII. Ferdinánd király) Mária Antonietta Terézia nápoly–szicíliai királyi hercegnőt vette feleségül, ezzel egy időben fiatal húga, Mária Izabella spanyol infánsnő férjhez ment Ferenc nápoly–szicíliai trónörököshöz (a későbbi I. Ferenc királyhoz). A kér esküvőt egy időben, 1802. október 4-én és október 6-án tartották meg. Röviddel megérkezésük előtt, október 2-án Barcelona partjai előtt Mária Lujza a hajón megszülte kislányát, Márie Lujza Sarolta hercegnőt. A megpróbáltatások ellenére az etruriai királyi pár részt vett a kettős esküvőn.
Az ünnepségekkel szinte egy időben érkezett Mária Lujza apósának, Ferdinánd hercegnek halálhíre, aki október 9-én hunyt el, valószínűleg mérgezés következtében. Lajos herceg apai örökségét, a Parmai Hercegséget, csatolt részeivel együtt az aranjuezi szerződés értelmében a Francia Köztársaság még 1802 végén bekebelezte. A királyi pár házaspár decemberben sietve visszatért Firenzébe. A következő hónapokban Lajos herceg egészsége tovább romlott, és 1803 májusában meghalt. Mária Lujza királyné 21 évesen megözvegyült.

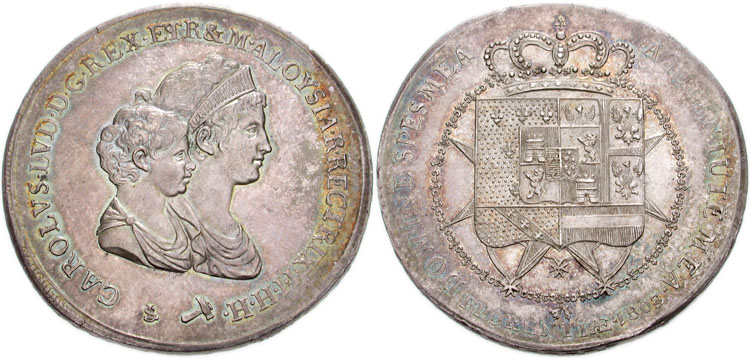
1803-ban vert etruriai dénár, Mária Lujza régens és fia, Károly Lajos herceg arcképével.

### Etruria régense
Az elhunyt Lajos király trónját kiskorú fia, Károly Lajos herceg örökölte. Nevében a 20 esztendősen megözvegyült anyakirályné, Mária Lujza Jozefa lett a királyság régense. Négy éven át kormányozta országát. A spanyol és a francia udvar új házasságot készített elő számára: egy másik unokafivéréhez, Péter Károly spanyol infánshoz (1786–1812), Gábriel Antal infáns 19 éves fiához kellett volna férjhez mennie, de ez a házasság nem jött létre.
Régenssége alatt Mária Lujza Jozefa anyakirályné több oktatási és művelődési intézményt alapított Firenzében: egy tudományos főiskolát, a Fizikai és Természettudományi Múzeumot. A Pitti-palotában fényes fogadásokat rendezett, ahol művészeket, irodalmárokat és a firenzei közélet tagjait látta vendégül.
1807. október 23-án azonban Napóleon császár – azzal az ürüggyel, hogy Etruria nem elég eredményes az Anglia elleni blokád fenntartásában – megszüntette az Etruriai Királyságot. December 10-én a francia főmegbízott felszólította Mária Lujzát, hogy mondjon le régensi tisztségéről, és azonnal hagyja el Firenzét. 1808. május 30-án a francia szenátus döntése értelmében Etruria területét a Francia Császársághoz csatolták, helyén három département-t (francia megyét) hoztak létre. A császár saját nővérét, Élisa Bonapartét ruházta fel a Toszkána nagyhercegnője címmel.

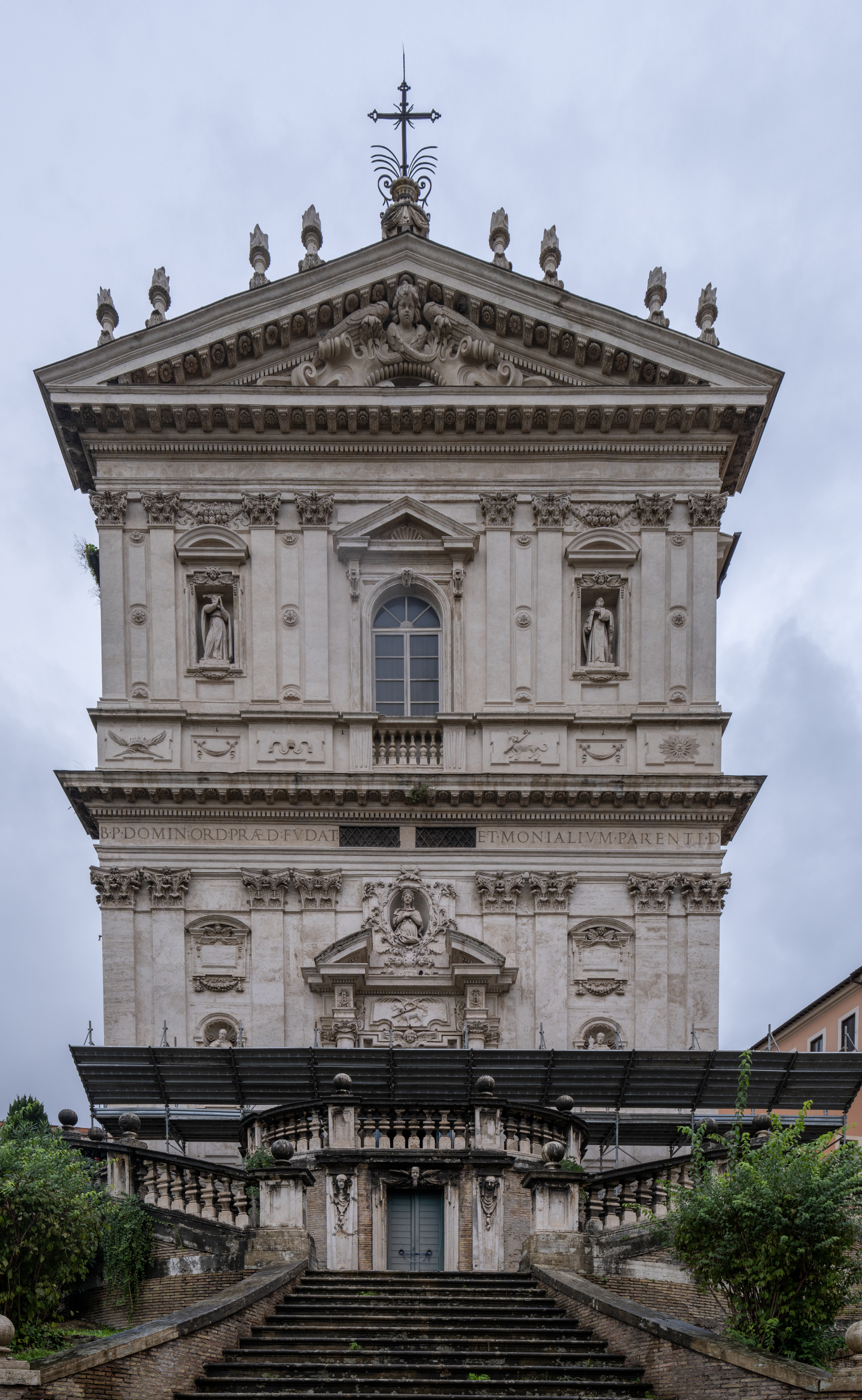
A római Santi Domenico e Sisto kolostor

### Menekülés és fogság
Megélhetési forrás híján az özvegy Mária Lujza infánsnő gyermekeivel együtt hazatért Spanyolországba apjához, IV. Károly királyhoz. A trónját vesztett kiskorú király és az özvegy anyakirályné kártalanítására Napóleon az 1807-es fontainebleau-i szerződésben megígérte egy új állam, az „Észak-Luzitániai Királyság” létrehozását a meghódítandó Portugália területén. A szerződés azt is tartalmazta, hogy Napóleon öccse, Lucien Bonaparte vegye feleségül Mária Lujza Jozefát (ehhez Luciennek, akarata ellenére, el kellett volna válnia feleségétől). Ezek a tervek meghiúsultak, mert Spanyolországban felkelés és palotaforradalom tört ki a francia megszállók ellen. 1808-ban Mária Lujza Jozefa apja, IV. Károly király lemondani kényszerült. A spanyol Bourbon-ház szembefordult Napóleonnal. Az apja ellen lázadó új uralkodó VII. Ferdinánd lett, Mária Lujza Jozefa bátyja, akinek 1802-es esküvőjén még szívesen látott vendégek voltak. Az özvegy etruriai anyakirályné közvetíteni igyekezett elűzött apja, IV. Károly és a Madrid felé nyomuló Murat marsall között. Ferdinánd azonban kiutasította Spanyolországból tulajdon nővérét, akit Napóleon és Manuel de Godoy ügynökének tartott.
Mária Lujza Jozefa Bayonne-ban találkozott elűzött és lemondatott apjával. Napóleon mindkettőjüknek nyugdíjat ígért, és lakóhelyül a compiègne-i és chambord-i kastélyokat. Toszkánát és Parmát a francia államterülethez csatolta, Mária Lujza Jozefa nem is akart újra kormányozni, de tiltakozott fia örökségének elorzása ellen. Spanyolországban Napóleon saját bátyját, Joseph Bonapartét tette királlyá, a spanyol királyi család tagjainak Fontainebleau-t jelölte ki lakóhelyül. Mária Lujza Jozefa a gyermekeivel együtt Compiègne-be költözött. Ígéretei ellenére Napóleon csak igen sovány javadalmazást nyújtott nekik, szűkösen éltek. A császár új ígérete szerint a parmai Colorno palotába vonulhatott volna vissza, királynéhoz illő jövedelemmel, de amikor útnak indultak, Lyonban feltartóztatták, és őrizet alatt Nizzába vitték őket.
1811-ben Mária Lujza Jozefa fiával, a 12 éves Károly herceggel együtt – aki a franciák által megszállt Parma trónörököse volt – megpróbált Angliába szökni, de szándékát meghiúsították. Az özvegyet július 26-án letartóztatták, két segítőtársát kivégezték. Mária Lujza Jozefát fiával együtt augusztusban a római Santi Domenico e Sisto kolostorba vitték, ahol csaknem 4 éven át tartották fogságban. 9 éves leányát, Mária Lujza Sarolta a nagyapja, IV. Károly király gondozásába adták. 1812. június 19-én Napóleon engedélyezte, hogy találkozhassék családjával, ez után havonta egyszer rövid ideig beszélhetett szüleivel és gyermekeivel, felügyelet mellett. 1814. január 14-én, amikor Murat marsall csapatai bevonultak Rómába, Mária Lujza Jozefa kiszabadult és családjával együtt a római Barberini palotába költözött. 1815-ben, amikor Napóleon visszatért Elba szigetéről, Mária Lujza a szüleivel együtt elhagyta Rómát. Városról városra bujkáltak, csak a waterlooi csata után tértek vissza Rómába.

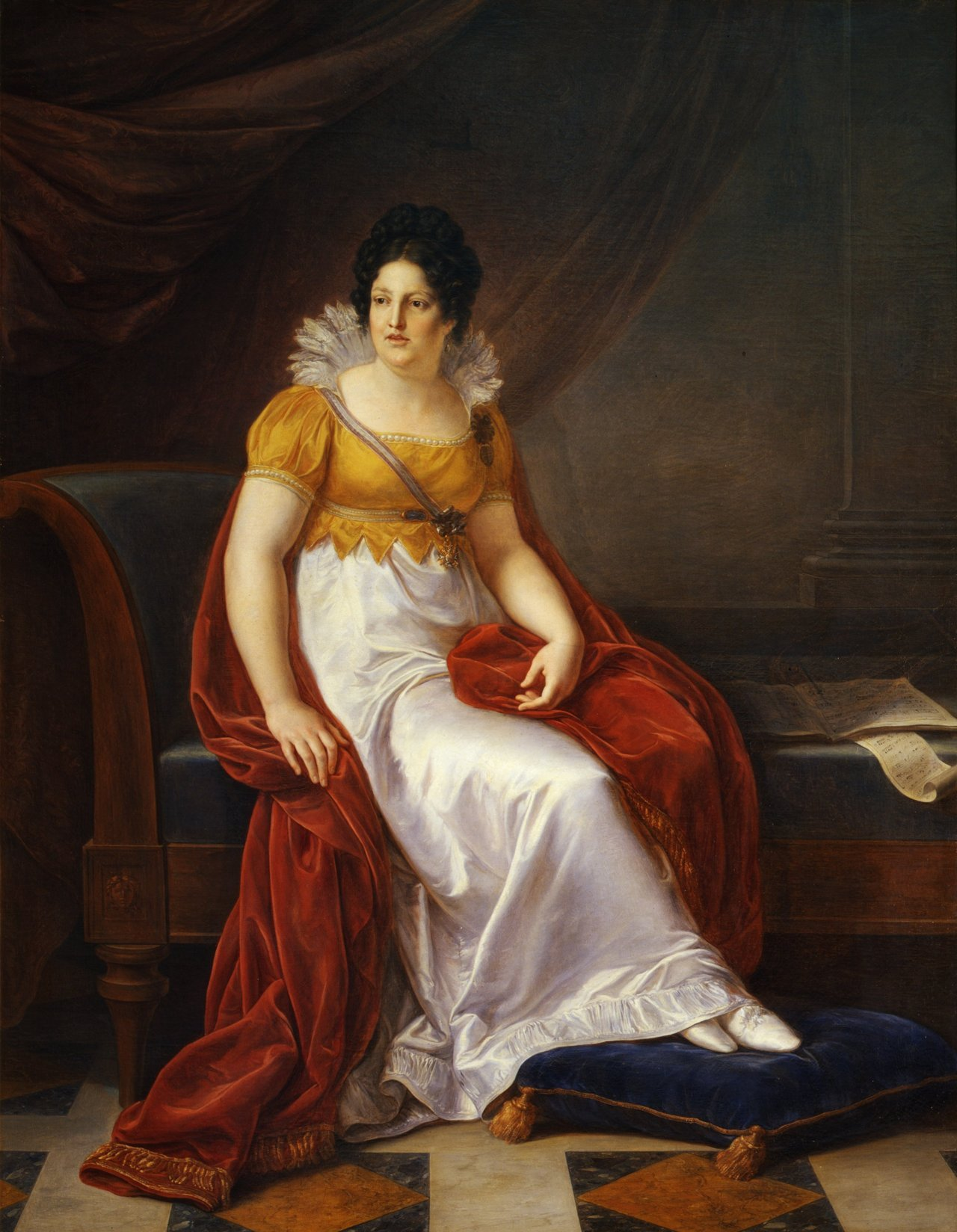
Mária Lujza, Lucca hercegnője

### Lucca hercegnője
1814-ben a napóleoni háborúk után összeülő bécsi kongresszus a volt Etruriai Királyság területén helyreállította III. Ferdinánd toszkánai nagyherceg hatalmát. Mária Lujza Jozefa bejelentette kiskorú fia, Károly herceg trónöröklési igényét Parma, Piacenza és Guastalla hercegségeinek trónjára. A bécsi kongresszus elismerte a herceg trónöröklését, anyjának régenssége mellett. Parma Hercegségeit azonban a francia excsászárnénak, Napóleon második feleségének, Mária Lujza osztrák főhercegnőnek, I. Ferenc császár leányának ítélték oda, annak ellenére, hogy a Bourbonok ügyét VI. Ferdinánd spanyol király és I. Sándor orosz cár is támogatták. Az özvegy hercegné és fia számára a Bécsi Kongresszus létrehozta kicsiny Luccai Hercegséget, amit a Toszkánai Nagyhercegség területéből szakítottak ki. Ennek birtokával kellett megelégedniük.
1817-ben a 35 éves Mária Lujza Jozefa végül elfogadta a kompromisszumot, amely szerint átmenetileg Lucca uralkodó hercegnőjének címét kapja meg, Parma és csatolt hercegségei Mária Lujza főhercegnő halála után visszaszállnak a Bourbon-házra. Fiának nagykorúságáig Mária Lujza Jozefa kormányozta Luccát. Házassági terveket kovácsolt. Megpróbált férjhez menni az özvegy III. Ferdinánd toszkánai nagyherceghez, elsőfokú unokafivéréhez. Elutasították, ekkor Habsburg–Estei Ferdinánd Károly József főhercegnél próbálkozott, sikertelenül. 1820-ban, Berry hercegének meggyilkolása után annak apját, az 1805 óta özvegy Károly Antalt, Artois grófját, a jövendő X. Károly királyt igyekezett megkörnyékezni. Lucca hercegnőjeként nagy igyekezettel, a felvilágosodás szellemében fejlesztette országát. Nagyarányú közmunkákat rendelt el, a hercegi palotát (Palazzo Ducale) teljesen felújíttatta és átépíttette. Segítette a tanító egyházat, támogatta a tudományok oktatását. Fejlesztette Viareggio kikötőjét. Nem tartotta be a bécsi kongresszus által ráerőszakolt alkotmányt, abszolút uralkodóként kormányzott. 1820-ban megszervezte fiának, Károly Lajos hercegnek házasságát Savoyai Mária Terézia szárd királyi hercegnővel, I. Viktor Emánuel szárd–piemonti király leányával, Mária Anna Karolina Pia hercegnő ikerhúgával. A nyarakat Luccában, a teleket Rómában töltötte.
Rákbetegsége azonban elhatalmasodott rajta. 1823 őszén már betegen utazott Rómába, ahol 1824. március 13-án, 42 éves korában elhunyt. Testét Spanyolországba szállították és az El Escorial kolostor kriptájában temették el. Fia, a 25 éves Károly Lajos herceg (I. Károly néven) lett Lucca ténylegesen uralkodó hercege.

### Fejlemények halála után
1847-ben, Mária Lujza főhercegnő halála után Károly Lajos herceg, II. Károly néven átvehette apai örökségét Parma, Piacenza és Guastalla hercegségeit. A Lucca Hercegséget a Bécsi Kongresszussal kötött szerződés szerint visszaadták a Habsburg–Lotaringiai-ház által uralt Toszkánai Nagyhercegségnek.

## Külső hivatkozások
- Családi, életrajzi adatai.
- A parmai Bourbonok családfái.[halott link]
- Családi, életrajzi adatai.

| Előző uralkodó: – (új állam) | Lucca uralkodó hercege 1814–1824 Bourbon-ház | Következő uralkodó: I. Károly (Lajos) |